# 913

## Události
- založen leónský klášter Escalada

## Narození
- Gerberga Saská, manželka západofranského krále Ludvíka IV. († 5. května 969)

## Úmrtí
- Anastasius III., papež

## Hlavy států
- České knížectví – Spytihněv I.
- Papež – Anastasius III. – Lando
- Anglické království – Eduard I. Starší
  - Mercie – Æthelflæda
- Skotské království – Konstantin II. Skotský
- Východofranská říše – Konrád I. Mladší
- Západofranská říše – Karel III.
- Uherské království – Zoltán
- První bulharská říše – Symeon I.
- Byzanc – Alexandr – Konstantin VII. Porfyrogennetos